# 名古屋市立平子小学校
名古屋市立平子小学校（なごやしりつ ひらこしょうがっこう）は、愛知県名古屋市緑区平子が丘にある公立小学校。

## 概要
- 青山4丁目の一部、漆山、大高町の一部（上小川）[1]、倉坂の一部、曽根2・3丁目、鳴海町の一部（鎌研、鴻ノ巣、手越）[2]、平子が丘、若田1丁目の一部などが通学区域であり、公立中学校の進学先は名古屋市立左京山中学校である[3]。
- 旧・愛知郡鳴海町の小学校であった。

## 沿革
この地域には戦時中に住宅営団により鳴海住宅地が造成され、大同製鋼、名機製作所、名古屋造船、日本車輌製造などの社宅が建設された。その社宅の児童のために鳴海国民学校の分教場が設置されたのが始まりである。
- 1943年（昭和18年）12月2日 - 鳴海国民学校平子分教場として設置される。
- 1947年（昭和22年）4月1日 - 鳴海国民学校が鳴海町立鳴海小学校に改称する。同じ頃平子分教場は平子分校に改称される。
- 1953年（昭和28年）4月 - 鳴海町立平子小学校として独立する。
- 1963年（昭和38年）4月1日 - 鳴海町が名古屋市に編入され、名古屋市緑区となる。同時に名古屋市立平子小学校に改称する。

## 交通アクセス
- 名古屋鉄道名古屋本線左京山駅下車、徒歩約12分。

## 周辺施設
- 愛知県立鳴海高等学校
- 名古屋市立左京山中学校
- 名古屋市立鳴海中学校
- 名古屋市立相原小学校
- 名古屋左京山郵便局
- 西尾信用金庫鳴海支店